# (7716) Ube
(7716) Ube est un astéroïde de la ceinture principale.

## Description
(7716) Ube est un astéroïde de la ceinture principale. Il est découvert le 22 février 1996 à Kuma Kogen par Akimasa Nakamura. Il présente une orbite caractérisée par un demi-grand axe de 2,33 UA, une excentricité de 0,15 et une inclinaison de 6,4° par rapport à l'écliptique.

## Compléments